# Надирадзе, Заза
Заза Надирадзе (груз. ზაზა ნადირაძე; род. 2 сентября 1993, Мцхета, Грузия) — грузинский гребец-каноист, чемпион Европы 2018 года, призёр чемпионатов мира и Европы, участник летних Олимпийских игр в Рио-де-Жанейро.

## Биография
Заза Надирадзе с детства занимался спортом: пробовал карате, футбол, регби, пока однажды близкий друг не пригласил его с братом на тренировку по гребле. Этот вид спорта оказал огромное впечатление на юного Зазу, и он решил заняться им профессионально. Довольно быстро пришли и первые успехи — уже спустя год юноша выиграл чемпионат Грузии в своей возрастной категории.
В 16-летнем возрасте Надирадзе попал в серьёзную аварию на мотоцикле — полученное сотрясение мозга едва не стоило ему спортивной карьеры. Гребец пропустил почти два года, однако смог восстановиться и в 2011 году принял участие сначала на чемпионате мира среди юниоров, где дошёл до полуфинала, а спустя две недели — и во взрослом, заняв 14-е место в финале Б. В мае 2012 года он принял участие в европейском отборе на Олимпиаду в Лондоне, однако, дойдя до финала, показал в нём лишь 8-й результат и не смог пробиться на Игры.
В 2014 году на молодёжном чемпионате мира по гребле на каноэ Заза Надирадзе замкнул тройку призёров на дистанции 200 метров, став первым в истории независимой Грузии гребцом, завоевавшим медаль на международной арене.
В июне 2015 года Надирадзе принял участие в I Европейских играх, прошедших в Баку (соревнования по гребле прошли в Мингечевире). Дойдя до полуфинальной стадии, спортсмен не смог пробиться в главный финал турнира, а в утешительном финале Б показал 2-е время.
На Олимпийских играх в Рио-де-Жанейро в спринте на 100 метров на каноэ Надирадзе уверенно выиграл свой полуфинальный заплыв, однако в финале показал лишь 5-й результат.